# Huang Jing Yu
Huang Jingyu (chinês tradicional: 黄景瑜, pinyin: Huángjǐngyú, Dandong, 30 de novembro de 1992), também conhecido como Johnny Huang, é um ator e modelo chinês. Ele é conhecido por seus papéis em Addicted (2016), Operation Red Sea (2018), Moonshine and Valentine (2018) e The Thunder (2019).

## Vida pregressa
Huang ingressou na faculdade na Eastern Liaoning University para estudar como comissário de bordo. Ele trabalhou em vários empregos de meio período, antes de ser apresentado por amigos para trabalhar como modelo. Huang praticou Jiu Jitsu brasileiro e participou de diversas competições. Ele também ganhou campeonatos realizados no Shanghai Brazilian Jiu Jitsu College.

## Carreira
Em 2016, Huang fez sua estreia como ator no drama romântico da web sobre a maioridade de 2016, Addicted, que segue histórias de amor de quatro garotos do ensino médio. O web drama foi um sucesso e obteve 10 milhões de visualizações no dia seguinte ao seu lançamento inicial, e levou Huang à fama. No entanto, foi banido pela SAPPRFT devido ao seu conteúdo homossexual. Ele então apareceu no web drama de fantasia Demon Girl 2. No mesmo ano, ele foi escalado para o primeiro filme de humor negro com tema zumbi da China, Guns and Kidneys, que marca sua estreia no cinema.
Em 2018, Huang estrelou o filme de ação patriótico Operation Red Sea, dirigido por Dante Lam, que estreou em fevereiro. O filme arrecadou US$ 579 milhões, tornando-se o filme chinês de maior bilheteria em 2018. Huang ganhou o prêmio de Melhor Revelação no Asian Film Awards por sua atuação em Operation Sea. No mesmo ano, Huang estrelou o drama de romance de fantasia Moonshine and Valentine ao lado de Victoria Song. A série recebeu críticas positivas por sua produção de alta qualidade, enredo compacto e caracterizações novas; e Huang também foi elogiado por seu desempenho e uso de voz original. Ele também participou de um spin-off do drama romântico My Story for You. A Forbes China listou Huang em sua lista 30 Under 30 Asia 2017, que consistia em 30 pessoas influentes com menos de 30 anos que tiveram um efeito substancial em suas áreas.
Em 2019, Huang estrelou a comédia Pegasus dirigida por Han Han, que estreou em fevereiro. No mesmo ano, estrelou o drama policial The Thunder, que foi ao ar em maio. Ele ficou em 28º lugar na lista das 100 celebridades da Forbes China.
Em 2020, Huang estrelou o drama romântico no local de trabalho Love Advanced Customization, retratando o chefe de uma empresa de comércio eletrônico. Ele deve estrelar o filme de drama juvenil Wild Grass, e o filme de comédia romântica Oversize Love. Ele ficou em 36º lugar na lista das 100 celebridades da Forbes China.

## Outras atividades

### Endossos e moda

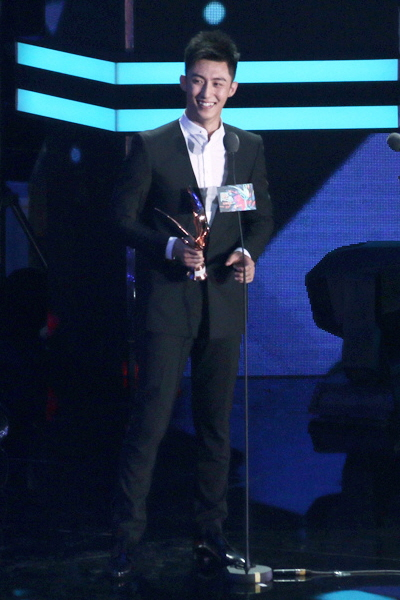
Huang Jingyu em abril de 2016

Em 2016, Huang se tornou a primeira celebridade a aparecer no cartão bancário do China Merchants Bank. Em junho, foi convidado para o desfile Dolce & Gabbana Primavera/Verão 2017 durante a Milan Fashion Week como um dos "Millennials"; convidados da primeira fila escolhidos por sua presença online no Instagram e Weibo.
Em 2017, foi escolhido como primeiro embaixador masculino e porta-voz da marca internacional Pantene.
Em 2018, foi nomeado porta-voz e embaixador da China das duas marcas de perfumes, Dior Fragrance e Elizabeth Arden. Em agosto, tornou-se o novo embaixador da Sebastian Professional e da Johnnie Walker. Mais tarde, ele foi homenageado como o primeiro Embaixador da Marca Chinesa da Abercrombie & Fitch. Em outubro, foi nomeado porta-voz global das duas marcas de cuidados com a pele SNP (Shining Nature Purity) e Sesderma.
Em 2021, para assinalar o seu 170º ano de fundação, a empresa suíça Bally nomeou o ator chinês Johnny Huang como seu novo embaixador global da marca. Bally revelou Huang como o rosto da campanha publicitária do outono de 2021 e confirmou que ele também aparecerá na imagem promocional da primavera de 2022. A nomeação de Huang marca a primeira vez que uma figura chinesa atua como embaixador global da marca.

### Embaixadorias
Em 2017, Huang participou do "15º Fórum da Juventude do Estreito" e recebeu o título de "O Mensageiro do Intercâmbio Cultural Juvenil entre Fujian e Taiwan". No mesmo ano, ele foi convidado para o fórum "Decifrando Novas Oportunidades no Cinema Chinês", patrocinado pelo Festival Internacional de Cinema de Xangai e pela NetEase Entertainment, e aceitou a carta de nomeação para se tornar "Editor Estrela" da NetEase.
Em janeiro de 2019, Huang foi nomeado embaixador jovem do 13º Asian Film Awards.

## Filmografia

### Filme
| Ano  | Título em inglês                    | Título chinês | Papel           | Ref.   |
| ---- | ----------------------------------- | ------------- | --------------- | ------ |
| 2018 | Operação Mar Vermelho               | 红海行动      | Gu Shun         | [ 36 ] |
| 2019 | Pégaso                              | 飞驰人生      | Lin Zhendong    | [ 37 ] |
| 2019 | Mao Tsé-tung 1949                   | 决胜时刻      | Chen Youfu      | [ 38 ] |
| 2020 | Perdido na Rússia                   | 囧妈          | Da Long (Cameo) | [ 39 ] |
| 2020 | Grama Selvagem                      | 荞麦疯长      | Wu Feng         | [ 40 ] |
| 2020 | Amor grande                         | 月半爱丽丝    | Han Bing        | [ 41 ] |
| 2022 | Unidade Policial Formada            | 维和防暴队    | Yu Wei Dong     |        |
| 2023 | O Procurador / Procurador de Juízes | 检察风云      | Li Rui          |        |

### Séries de televisão
| Ano  | Título em inglês                   | Título chinês            | Papel          | Rede      | Ref.   |
| ---- | ---------------------------------- | ------------------------ | -------------- | --------- | ------ |
| 2016 | Viciado                            | 上瘾                     | Gu Hai         | iQiyi     | [ 42 ] |
| 2016 | Garota Demônio II                  | 半妖倾城II               | Nurhaci        | Manga TV  | [ 43 ] |
| 2018 | Luar e Dia dos Namorados           | 结爱·千岁大人的初恋      | Helan Jingting | Tencent   | [ 44 ] |
| 2018 | Minha história para você           | 为了你我愿意热爱整个世界 | Changgong Wei  | iQiyi     |        |
| 2019 | O trovão                           | 破冰行动                 | Li Fei         | CFTV      | [ 45 ] |
| 2020 | Adoro personalização avançada      | 幸福触手可及             | Canção Lin     | TV Hunan  | [ 46 ] |
| 2020 | Junto                              | 在一起                   | Lu Chao Yang   | Dragão TV |        |
| 2020 | Algo assim                         | 青春创世纪               | Duan Ran       | iQiyi     | [ 47 ] |
| 2021 | Sorte com você                     | 三生有幸遇上你           | Hou Juejie     | Youku     |        |
| 2021 | Meu querido guardião               | 爱上特种兵               | Liang Muze     | iQiyi     | [ 48 ] |
| 2021 | Tropas Ás                          | 王牌部队                 | Gao Liang      | iQiyi     | [ 49 ] |
| 2022 | Perseguindo a corrente subterrânea | 罚罪                     | Chang Zheng    | iQiyi     | [ 50 ] |

### Shows de variedades
| Ano  | Título em inglês              | Título chinês      | Papel            | Ref.   |
| ---- | ----------------------------- | ------------------ | ---------------- | ------ |
| 2016 | Encontro com estrela          | 约吧！大明星       | Membro do elenco | [ 51 ] |
| 2017 | Rei da Glória                 | 王者出击           | Membro do elenco | [ 52 ] |
| 2018 | Solte meu bebê S03            | 放开我北鼻 第3季   | Membro do elenco | [ 53 ] |
| 2019 | <i id="mwAaE">Persiga-me</i>  | 追我吧             | Membro do elenco | [ 54 ] |
| 2021 | Senhor Trabalho Doméstico S03 | 做家务的男人 第3季 | Membro do elenco | [ 55 ] |
| 2022 | Vá lutar! S08                 | 极限挑战 第8季     | Membro do elenco | [ 56 ] |

## Discografia

### Músicas
| Ano  | Título em inglês            | Título chinês | Álbum                         | Ref.   |
| ---- | --------------------------- | ------------- | ----------------------------- | ------ |
| 2015 | "Juramento do Mar"          | 海若有因      | OST viciado                   |        |
| 2016 | "Encontro com Estrela"      | 约吧！大明星  | Encontro com Star OST         |        |
| 2018 | "Operação Mar Vermelho"     | 红海行动      | Operação Mar Vermelho OST     |        |
| 2019 | "Minha pátria e eu"         | 我和我的祖国  | Qing Chun Wei Zu Guo Er Chang | [ 57 ] |
| 2020 | "dias coloridos"            |               | Grama Selvagem OST            | [ 58 ] |
| 2022 | “Só o caminho é comum”      | 只道是寻常    | Banda sonora de Ace Troops    |        |
| 2022 | "Anseio"                    | 渴望          | Banda sonora de Ace Troops    |        |
| 2022 | “Nunca estivemos separados” | 从未分离过    | Banda sonora de Ace Troops    |        |

## Elogios
| Ano  | Prêmio                                                           | Categoria                             | Trabalho indicado        | Resultado | Ref.   |
| ---- | ---------------------------------------------------------------- | ------------------------------------- | ------------------------ | --------- | ------ |
| 2016 | 16th Top Chinese Music Awards                                    | Media Recommended New Idol            | Huang Jingyu             | Venceu    | [ 59 ] |
| 2016 | Cosmo Fashion for Dream Award Ceremony                           | Dream Fashionable Figure              | Huang Jingyu             | Venceu    | [ 60 ] |
| 2016 | 23rd Cosmo Beauty Ceremony                                       | Rising Idol of the Year               | Huang Jingyu             | Venceu    | [ 61 ] |
| 2016 | 2016 Netease Attitude Awards                                     | New Force National Idol               | Huang Jingyu             | Venceu    | [ 62 ] |
| 2016 | Youku Young Choice Award Ceremony                                | Promising Idol of the Year            | Huang Jingyu             | Venceu    | [ 63 ] |
| 2017 | 2016 Powerstar's Award Ceremony                                  | Most Popular Promising Newcomer       | Huang Jingyu             | Venceu    | [ 64 ] |
| 2017 | 2017 Instyle Icon Awards                                         | Most Popular Male Artiste of the Year | Huang Jingyu             | Venceu    | [ 65 ] |
| 2017 | GQ Men of the Year 2017                                          | New Artiste of the Year               | Huang Jingyu             | Venceu    | [ 66 ] |
| 2017 | 24th Cosmo Beauty Ceremony                                       | Beautiful Idol of the Year            | Huang Jingyu             | Venceu    | [ 67 ] |
| 2017 | 8th DoNews Award Ceremony                                        | Entertainment Figure of the Year      | Huang Jingyu             | Venceu    | [ 68 ] |
| 2018 | Interest Tribe Appreciation Night                                | Most Commercially Valuable Actor      | Huang Jingyu             | Venceu    | [ 69 ] |
| 2018 | 2018 Baidu Entertainment Award                                   | Person of the Year                    | Huang Jingyu             | Venceu    | [ 70 ] |
| 2018 | 2018 Baidu Entertainment Award                                   | Popular Star of the Year              | Huang Jingyu             | Venceu    | [ 71 ] |
| 2018 | 24th Huading Awards                                              | Best Actor (Modern Drama)             | Moonshine and Valentine  | Venceu    | [ 72 ] |
| 2018 | 14th Changchun Film Festival                                     | Best Supporting Actor                 | Operation Red Sea        | Indicado  | [ 73 ] |
| 2018 | 34th Hundred Flowers Awards                                      | Best Newcomer                         | Operation Red Sea        | Indicado  | [ 74 ] |
| 2018 | 31st Tokyo International Film Festival - Gold Crane Award        | Most Popular Actor                    | Operation Red Sea        | Venceu    | [ 75 ] |
| 2018 | Golden Bud - The Third Network Film And Television Festival      | Best Actor (Web Drama)                | Moonshine and Valentine  | Indicado  | [ 76 ] |
| 2018 | 15th Esquire China's Man At His Best Awards                      | Annual Breakthrough Award             | Huang Jingyu             | Indicado  | [ 77 ] |
| 2019 | 13th Asian Film Awards                                           | Best Newcomer                         | Operation Red Sea        | Venceu    | [ 78 ] |
| 2019 | 25th Huading Awards                                              | Best Newcomer                         | Operation Red Sea        | Indicado  | [ 79 ] |
| 2019 | 6th The Actors of China Award Ceremony                           | Best Actor (Emerald Category)         | The Thunder              | Indicado  | [ 80 ] |
| 2019 | 26th Huading Awards                                              | Best Actor (Modern drama)             | The Thunder              | Indicado  | [ 81 ] |
| 2019 | Golden Bud - The Fourth Network Film And Television Festival     | Best Actor                            | The Thunder              | Indicado  | [ 82 ] |
| 2019 | 16th Guangzhou Student Film Festival                             | Most Popular Supporting Actor         | Pegasus                  | Venceu    | [ 83 ] |
| 2019 | 11th China TV Drama Awards                                       | Youth Charismatic Actor               | Huang Jingyu             | Venceu    | [ 84 ] |
| 2020 | 7th The Actors of China Award                                    | Best Actor (Emerald)                  | Huang Jingyu             | Indicado  | [ 85 ] |
| 2021 | Weibo Movie Night                                                | Breakthrough Actor of the Year        | Huang Jingyu             | Venceu    | [ 86 ] |
| 2022 | Golden Lotus - Macau International Movie and Television Festival | Best Actor                            | Chasing the Undercurrent | Indicado  | [ 87 ] |